# View Park-Windsor Hills
View Park-Windsor Hills est une census-designated place de Californie située dans le comté de Los Angeles. En 2010, la population s'élevait à 11 075 habitants.

## Démographie
| Groupe            | View Park-Windsor Hills | Californie | États-Unis |
| ----------------- | ----------------------- | ---------- | ---------- |
| Afro-Américains   | 84,8                    | 6,2        | 12,6       |
| Blancs            | 6,0                     | 57,6       | 72,4       |
| Métis             | 5,2                     | 4,9        | 2,9        |
| Autres            | 2,2                     | 17,4       | 6,4        |
| Asiatiques        | 1,3                     | 13,1       | 4,8        |
| Amérindiens       | 0,4                     | 1,0        | 0,9        |
| Total             | 100                     | 100        | 100        |
|                   |                         |            |            |
| Latino-Américains | 6,5                     | 37,6       | 16,7       |